# Hossein Taeb
Hossein Taeb (en persan : حسین طائب) est un religieux chiite iranien et haut fonctionnaire du Corps des gardiens de la révolution islamique (CGRI). Il est notamment ancien chef de l'organisation du renseignement du CGRI jusqu'en 2022,,.

## Biographie
Selon une biographie de l'Association des correspondants étudiants iraniens «pro-gouvernementale» résumée sur le site Internet Iran Rises, Taeb est né en 1963. Après ses études intermédiaires, il est allé à l'école du séminaire et a obtenu un diplôme d'études supérieures en jurisprudence islamique après avoir étudié à Téhéran , Mashhad et Qom . Il a étudié, entre autres, avec le guide suprême Ali Khamenei. Hossein Taeb a rejoint les Gardiens de la Révolution en 1982, commençant son travail dans la région 10 de Téhéran et a continué à Qom et Mashhad.
Il dirige la force Basij de 2007 à 2009. Sous son commandement, les Basij ont été très actifs dans la répression des manifestations contre les élections présidentielles iraniennes controversées de 2009 . La répression a entraîné la mort d'au moins des dizaines de manifestants dans les rues ou en prison. 
Dans des déclarations publiques, Taeb a averti les Iraniens que les États-Unis "embauchaient des agents et des mercenaires dans le but de poursuivre leurs complots pour un renversement en douceur de la République islamique", selon l'agence de presse iranienne Fars.  Taeb a également déclaré que les "émeutes anti-gouvernementales" post-électorales "ont tué huit membres du Basij et en ont blessé 300 autres." 

## Fonctions
La liste de ses fonctions successives comprend: 
- Responsable adjoint adjoint de l' état-major interarmées du Corps des gardiens de la révolution islamique
- Commandant du département de culture de l'Université Imam Hossein
- Commandant des Basij à partir d'octobre 2007[4],
- Chef de l’organisation du renseignement du Corps des Gardiens de la révolution islamique à partir d'octobre 2009 et jusqu'en 2022[5],[2],[3],[6]

## Vie personnelle
Hossein Taeb a perdu un frère lors de l'opération Karbala-5 pendant la guerre Iran-Irak et est marié et père de trois enfants.
Son frère, Mehdi Taeb, est le vice-président de l'Institut Artistique et Culturel Shahid Avini, une agence proche des Gardiens de la Révolution et de l'organisation paramilitaire Basij, et chargé notamment de la production de films et de séries conformes à une vision conservatrice de la politique du pays. C'est aussi le président de Ammar Headquarters, un laboratoire d'idées ouvertement destiné à contrer la "guerre d'influence" de l'Occident en Iran.